# Susan Lalic
Susan Lalic née Susan Walker est une joueuse d'échecs anglaise née le 28 octobre 1965. Cinq fois  championne de Grande-Bretagne , elle a obtenu le titre de grand maître international féminin en 1988 et le titre de maître international (mixte) en 1996.

## Championnats du monde féminins
Susan Lalic finit huitième ex æquo du tournoi interzonal féminin de La Havane en 1985 avec 6,5 points sur 13, puis huitième ex æquo au tournoi interzonal de Smederevska Palanka en 1987.

## Compétitions par équipe
Susan Lalic a représenté l'Angleterre lors de neuf olympiades féminines d'échecs sans interruption de 1984 à 2000. Elle joua au premier échiquier de l'équipe d'Angleterre de 1986 à 1998.
Elle participa quatre fois au championnat d'Europe d'échecs des nations féminin de 1992 à 2005. Elle remporta la médaille de bronze par équipe en 1997 et 2001 et la médaille d'or individuelle au troisième échiquier en 2001 avec 5 points sur 5 (meilleure performance Elo de la compétition).